# Nurłan Dżangitajew
Nurłan Dżaksyłykowicz Dżangitajew (ur. 7 czerwca 1977) – kazachski zapaśnik walczący w stylu klasycznym. Brązowy medalista igrzysk centralnej Azji w 1999, a także igrzysk Azji Wschodniej w 2001 roku.